# Inverugie Castle
Inverugie Castle, auch Cheyne’s Tower, ist eine Burgruine rund drei Kilometer nordwestlich von Peterhead in der schottischen Council Area Aberdeenshire. Von der ehemaligen, hölzernen Motte ist nur ein kleiner Mound mit 3 Metern Höhe am Ufer des Flusses Ugie erhalten geblieben. Die Anlage ist als Scheduled Monument geschützt.

## Ursprüngliche Anlage
In der Nähe des späteren Inverugie Castle findet sich auf einem Hügel eine Motte aus dem 13. Jahrhundert.
Die Lage der Ruine von Inverugie Castle am Fluss lässt vermuten, dass die Burg zum Schutz einer Furt an dieser Stelle erbaut wurde, und, dass die Burggräben von Ugie aus mit Wasser befüllt wurden, um zusätzlichen Schutz zu bieten.

## Späteres Gebäude
Im Erdgeschoss des Wohnturms mit rechteckigem Grundriss gab es Lagerkeller und die Küche. Im 1. Obergeschoss befand sich ein Rittersaal. In der Nord- und der Südecke des Rittersaals gab es kleine, gerade Treppen als Zugang zu den beiden Rundtürmen. In der Mitte der Westseite war ein dritter Turm angebracht, in dem sich die Haupttreppe befand. Dieser Turm zeigte zum gepflasterten Innenhof hin, der eine Mauer direkt am Ufer des Ugie hatte.

## Geschichte
Eine erste Burg in Inverugie ließ die Familie Cheynne im 12. Jahrhundert errichten. 1345, nach dem Tod von Reginald le Chen, Baron Inverugie, fiel die Burg durch Heirat von Edward Keith mit der Erbin Marjorie, der Tochter von Reginald le Chen und seiner Gattin Helen, geb. Strathhearn, an die Earl Marischals der Familie Keith, die ihren Hauptsitz in der Küstenfestung Dunnottar Castle hatten. Die Keiths ließen um 1660 das steinerne Inverugie Castle – die heutige Ruine – südlich der ursprünglichen Motte errichten. Im 19. Jahrhundert fand man ein Wappenschild aus Eichenholz in einem Bauernhof in der Nähe. Darauf war das Wappen von William Keith, 7. Earl Marischal, angebracht, sowie das Jahr 1660.
Die Keiths hatten ihre Ländereien nach dem Jakobitenaufstand 1745 an die Krone verwirkt. Danach fiel das Anwesen an einen James Ferguson, den 3. Laird von Pitfour, der das Gebäude in perfektem Zustand erhielt, bis er 1820 verstarb. Aber der 5. Laird ließ keinerlei Restaurierungsarbeiten an der Burg unternehmen und sein Nachfolger ließ Inverugie Castle noch mehr verfallen.
1890 war die Burg in schlechtem Erhaltungszustand und konnte dem rauen Wetter nicht mehr widerstehen. Stürme im April 1890 führten zum Einsturz einiger Mauern und des Treppenturms. Nach weiteren Stürmen am Neujahrstag 1899 wurde das Gebäude von den örtlichen Behörden als unsicher erklärt. Der Faktor des Anwesens, William Ainslie, sorgte – womöglich auf Anweisung des damaligen Lairds – dafür, dass die Reste der Ruine gesprengt wurden, was die verbleibenden Überreste weiter schwächte. Nach nur zwei Wochen war nicht mehr viel von der Burg übriggeblieben.
Charles McKean beschrieb die Burg als „ein glänzendes Renaissanceschloss mit zwei Höfen“ und schrieb ebenfalls, dass es „aus einem vierstöckigen Hauptblock mit Rundtürmen an den Ecken und einem Treppenturm bestand“.

## Sonstiges
William Burnes oder William Burness (1721–1784), der Vater des Dichters Robert Burns, wurde auf der Clochnahill Farm in Dunnottar geboren und in Inverugie Castle als Gärtner ausgebildet, bevor er nach Ayrshire umzog.